# Vallée de Kamakura
La vallée de Kamakura (鎌倉峡, Kamakura-kyō) est située dans les monts Rokkō, dans la préfecture de Hyōgo, au Japon. Longue d'environ 2 km, elle fait partie du parc national de Setonaikai.

## Géographie
La vallée de Kamakura est parcourue par la rivière Funazaka, un affluent du fleuve Muko. Ce cours d'eau, qui a creusé la vallée, est chargé de fluorine, aussi y a-t-il de hautes falaises couvertes de ce minéral tout le long de son parcours. Le célèbre rocher Hyakujō est l'attraction principale et un endroit populaire d'escalade de cette région.

## Histoire
Le nom de la vallée de Kamakura trouve son origine dans un épisode historique du XIIIe siècle lorsque Hōjō Tokiyori, l'un des shikken, à savoir le régent du shogun du shogunat de Kamakura, visite cette vallée et loue sa beauté.

## Accès
- Gare de Dōjō de la ligne Fukuchiyama